# Thomas Komnenos Dukas Angelos
Thomas Komnenos Dukas Angelos, genannt Thomas von Epiros, (* um 1288; † 1318) war von 1296 bis 1318 Despot von Epiros.
Er war der älteste Sohn des Despoten Nikephoros I. von Epiros und dessen 2. Frau Anna Kantakuzena-Palaiologina, sowie Großneffe des Kaisers Michael VIII. von Byzanz. Nach dem Tod seines Vaters im Jahr 1296 wurde Thomas der Despot von Epiros und stand wegen seiner Minderjährigkeit zunächst unter der Regentschaft seiner Mutter. Er heiratete 1313 Anna Palaiologina, die Tochter des Kaisers Michael IX.

Um die Erbfolge kam es allerdings zu heftigen Auseinandersetzungen und seinem Neffen Nikola Orsini, dem Pfalzgrafen von Kefalonia. Im Jahre 1318 wurde Thomas schließlich von Nikola ermordet, der dann neuer Despot wurde und auch die Witwe von Thomas heiratete.
| Vorgänger             | Amt                         | Nachfolger      |
| --------------------- | --------------------------- | --------------- |
| Nikephoros I. Angelos | Despot von Epiros 1296–1318 | Nikolaus Orsini |

| Personendaten    | Personendaten                 |
| ---------------- | ----------------------------- |
| NAME             | Thomas Komnenos Dukas Angelos |
| ALTERNATIVNAMEN  | Thomas                        |
| KURZBESCHREIBUNG | Despot von Epiros             |
| GEBURTSDATUM     | um 1288                       |
| STERBEDATUM      | 1318                          |